# Give Up the Ghost
Give Up the Ghost é o terceiro álbum de estúdio da cantora Brandi Carlile, lançado a 6 de outubro de 2009.
O disco foi produzido pelo vencedor do Grammy Award, Rick Rubin e conta com a colaboração de Elton John em "Caroline".

## Faixas
Todas as músicas por Brandi Carlile, exceto onde anotado.
1. "Looking Out" – 4:18
2. "Dying Day" (Tim Hanseroth) – 3:33
3. "Pride and Joy" – 4:20
4. "Dreams" (Carlile, Phil Hanseroth, T. Hanseroth) – 3:31
5. "That Year" – 3:35
6. "Caroline" (Carlile, P. Hanseroth, T. Hanseroth) – 3:36
7. "Before it Breaks" (Carlile, P. Hanseroth, T. Hanseroth) – 3:57
8. "I Will" – 4:09
9. "If There Was No You" (Carlile, P. Hanseroth) – 2:39
10. "Touching the Ground" (T. Hanseroth) – 3:17
11. "Oh Dear" (Carlile, P. Hanseroth) – 2:50

## Prémios
Em 2010, Brandi Carlile foi nomeada pelo GLAAD Media Award na categoria "Outstanding Music Artist" por este álbum, durante a 21ª edição dos GLAAD Media Awards.

## Paradas
| Ano  | Parada                | Posição |
| ---- | --------------------- | ------- |
| 2009 | Billboard 200         | 26      |
| 2009 | Top Digital Albums    | 4       |
| 2009 | Top Folk Albums       | 5       |
| 2009 | Top Tastemaker Albums | 7       |
| 2009 | Top Rock Albums       | 9       |